# Hans van den Boom (regisseur)
Hans van den Boom (Zierikzee, 1951) is een Nederlands toneelregisseur, toneelschrijver en dramaturg. Hij was oprichter en artistiek leider van jeugdtheatergezelschap De Blauwe Zebra in Kampen. Van 1990 tot en met 2012 was hij artistiek leider van Stella Den Haag. Van 2013 tot en met 2016 was hij huisregisseur bij NTjong. Als (gast)docent werkte hij voor de toneelscholen in Maastricht, Arnhem en Utrecht. Voor zijn verdiensten in het jeugdtheater werd Van den Boom in oktober 2017 benoemd tot Officier in de Orde van Oranje Nassau.

## Toneelteksten
Van den Boom schreef sinds 1985 zo’n vijftig teksten voor theatervoorstellingen. Veertig daarvan werden uitgebracht bij Stella Den Haag, al dan niet onder zijn eigen regie. Een aantal is vertaald in het Engels, Frans, Duits, Portugees en Italiaans.

## Prijzen en nominaties
- 1987: Hans Snoek Prijs voor Stenen van Moutsuna (De Blauwe Zebra)
- 2000: 1000Watt-prijs voor Bianca en de jager (Stella Den Haag)
- 2002: Selectie Theaterfestival Het Jaar van de Haas (Stella Den Haag)
- 2011: Selectie Theaterfestival Carmen (Stella Den Haag, bewerking gelijknamige opera van Georges Bizet)